# Apeadeiro de Patacão
O Apeadeiro de Patacão foi uma interface da Linha do Algarve, que servia a zona de Patacão, no concelho de Faro, em Portugal.

## História
Este apeadeiro situava-se no troço entre Amoreiras-Odemira e Faro, que foi inaugurado no dia 1 de Julho de 1889.